# Oprah Winfreyová

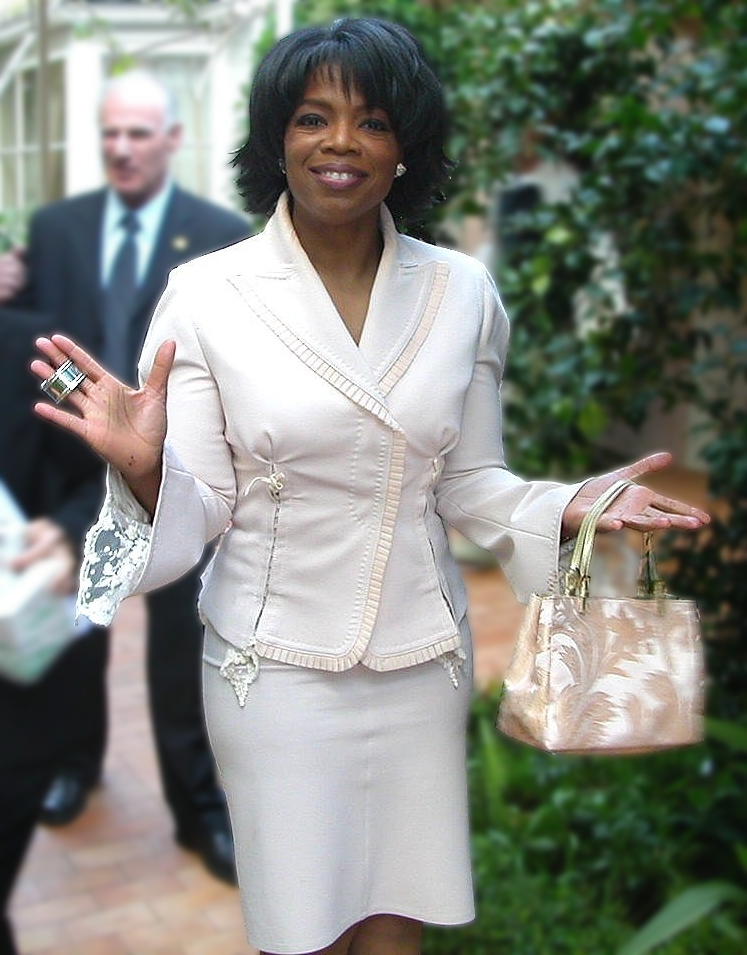
Oprah Winfreyová v roce 2004

Oprah Gail Winfrey (* 29. ledna 1954 Kosciusko, Mississippi) je americká moderátorka, herečka a vydavatelka časopisu, která uváděla televizní pořad Oprah show. Je mnohonásobnou držitelkou ceny Emmy a byla nominována na Oscara. Je považována za nejbohatší Afroameričanku 20. století a největší afroamerickou filantropku všech dob.
Magazín Forbes ji v minulosti označil za nejvlivnější světovou celebritu. Její příznivci včetně Michaela Moorea požadovali, aby v letech 2004 i 2008 kandidovala na úřad prezidenta Spojených států. V prezidentských volbách 2008 využil její popularity demokratický kandidát Barack Obama, kterého otevřeně podpořila.

## Původ a mládí
Oprah Winfreyová se původně jmenovala  „Orpah“ podle biblické osoby v knize Rút, ale její rodina a přátelé nevěděli, jak jméno správně vyslovit, a nazývali ji proto „Oprah“.
Narodila se v mississippském městě Kosciusko teprve dospívající svobodné matce. Rodiče spolu však nežili. Matka, Vernita Lee (narozená cca 1935), byla služka. Winfreyová byla přesvědčena, že její biologický otec je Vernon Winfrey (narozený 1933), horník, který se později stal kadeřníkem. V době, kdy se Oprah narodila, sloužil v ozbrojených silách USA. O několik desetiletí později se však prohlašoval za jejího biologického otce farmář a veterán druhé světové války Noah Robinson z Mississippi (narozený cca 1925). Genetickým testem v roce 2006 zjistila Oprah Winfreyová, že její mateřská linie měla původ v etniku Kpelle v oblasti dnešní Libérie.
Po narození s ní její matka odjela na sever. Prvních šest let života strávila v chudobě na venkově se svou babičkou Hattie Mae Lee (15. dubna 1900 - 27. února 1963). Ta byla tak chudá, že Oprah často nosila šaty z bramborových pytlů, kvůli kterým si z ní děti dělaly legraci. Babička ji naučila číst a vzala ji do místního kostela, kde jí přezdívali „Kazatel“ pro schopnost přednášet verše z bible.
Ve věku šesti let se s matkou přestěhovala do městské čtvrti v Milwaukee ve Wisconsinu. Matka pracovala jako služka. Tehdy matka porodila další dceru – Patricii, která zemřela v únoru 2003 na následky závislosti na kokainu. V roce 1962 matka Vernita Lee obě dcery zvládala jen s obtížemi, takže Oprah byla dočasně poslána do Nashvillu žít s Vernonem. V té době se Leeové narodila třetí dcera Patricia, kterou později uvolnila pro adopci v naději, že se jí uleví od finančních problémů. Oprah Winfreyová nevěděla, že má druhou nevlastní sestru až do roku 2010. V době, kdy se vrátila k matce, porodila Vernita Lee chlapce jménem Jeffrey; tento nevlastní bratr zemřel na AIDS v roce 1989.
Od devíti let měli Oprah Winfreyovou sexuálně obtěžovat její bratranec, strýc a také rodinný přítel. Poprvé to uvedla před televizními diváky v roce 1986 v dílu pořadu, kde se diskutovalo o pohlavním zneužívání. Když se předtím ve věku 24 let snažila informovat o svém zneužívání členy rodiny, odmítli to přijmout. V televizi sdělila také, že se rozhodla nebýt opět matkou, protože o ni nebylo mateřsky postaráno.
Ve třinácti letech po zneužívání utekla z domova. Ve čtrnácti letech otěhotněla, ovšem syn zemřel krátce po narození. Později uvedla, že se cítila zrazena členem rodiny, který v roce 1990 prodal její příběh bulváru National Enquirer. Střední školu začala navštěvovat v nebraském Lincolnu. Po prvních úspěších ve škole byla převedena do střední školy Nicolet na bohatém předměstí. Sdělila, že jí byla neustále předhazována její chudoba, když jela autobusem do školy s ostatními Afroameričany, z nichž někteří byli služebníky rodin spolužáků. Začala proto krást peníze své matce, aby mohla utrácet jako její vrstevníci, začala lhát a mít rozmíšky s matkou.
Její frustrovaná matka ji znovu poslala žít s Vernonem do Nashvillu, ale tentokrát si ji už nevzala zpět. Vernon byl přísný, ale povzbuzující a její vzdělání pro něj bylo prioritou. Stala se členkou řečnického týmu střední školy East Nashville High School, umístila se druhá v celonárodní soutěži v dramatickém výkladu. Vyhrála řečnickou soutěž, která zabezpečila její plné stipendium na Tennessee State University, historicky „černé“ instituci, kde studovala komunikaci. Jako teenagerka měla poprvé pracovní místo v místním obchodu s potravinami. V sedmnácti letech vyhrála soutěž Miss Černá kráska Tennessee. Také upoutala pozornost místní rozhlasové stanice Afroameričanů WVOL, která ji najala na částečný úvazek do zpravodajského týmu. Působila tam v závěru svého studia na střední škole a v prvních dvou letech na vysoké škole.
Oprah Winfreyová později uznala vliv babičky na svůj život, když uvedla, že to byla právě Hattie Mae, která ji povzbudila k projevu na veřejnosti a „dala jí pozitivní pocit ze sebe samé“.

## Televizní kariéra
Oprah Winfreyová je nejznámější televizní moderátorkou Spojených států. V letech 1986 až 2011, tedy po dobu 25 let, vysílala z Chicaga nejvíce sledovanou televizní talk show USA, zvanou The Oprah Winfrey Show.
Její úspěch dokresluje skutečnost, že do současnosti získala jmění odhadované časopisem Forbes na 2,8 miliardy dolarů. Vlastní celkově sedm sídel. Kvůli svému velkému vlivu na média – je mj. významnou akcionářkou televizní stanice CBS – a svým početným fanouškům byla Winfreyová v roce 2010 zařazena na 64. místo seznamu nejmocnějších lidí světa (The World’s Most Powerful People).
Při udílení Zlatých glóbů v lednu 2018 pronesla Winfreyová projev na podporu hnutí Me Too, po kterém se začalo podle CNN mluvit o tom, že by mohla kandidovat ve volbách prezidenta USA 2020.
V březnu 2021 natočila Winfreyová rozhovor vysílaný pod názvem Meghan a Harry v rozhovoru s Oprah Winfreyovou s britským princem Harrym a jeho manželkou Meghan, vévodkyní ze Sussexu, kteří v současnosti žijí se synem Archiem v malé obci Montecito, ležící východně od města Santa Barbara v Kalifornii. Rozhovor vzbudil velkou pozornost masových médií a byl vysílán televizními stanicemi velké části světa.

## Dílo
Překlad do češtiny
WINFREY, Oprah; PERRY, Bruce. Co se ti stalo?. 1. vyd. Praha: Portál, 2023. 304 s. ISBN 978-80-262-2015-2.